# Фальцгебель

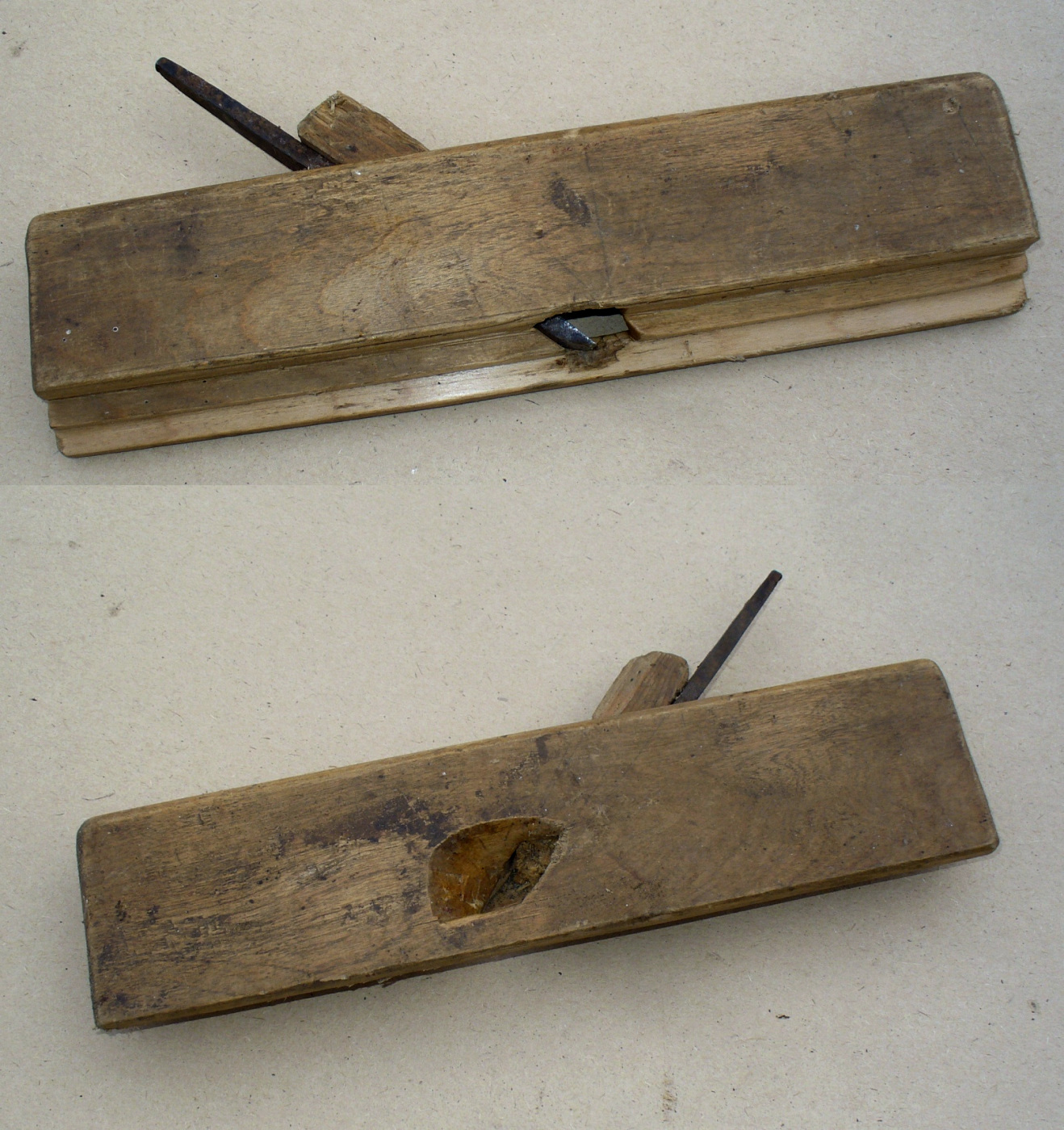
Фальцгебель (самодельный)

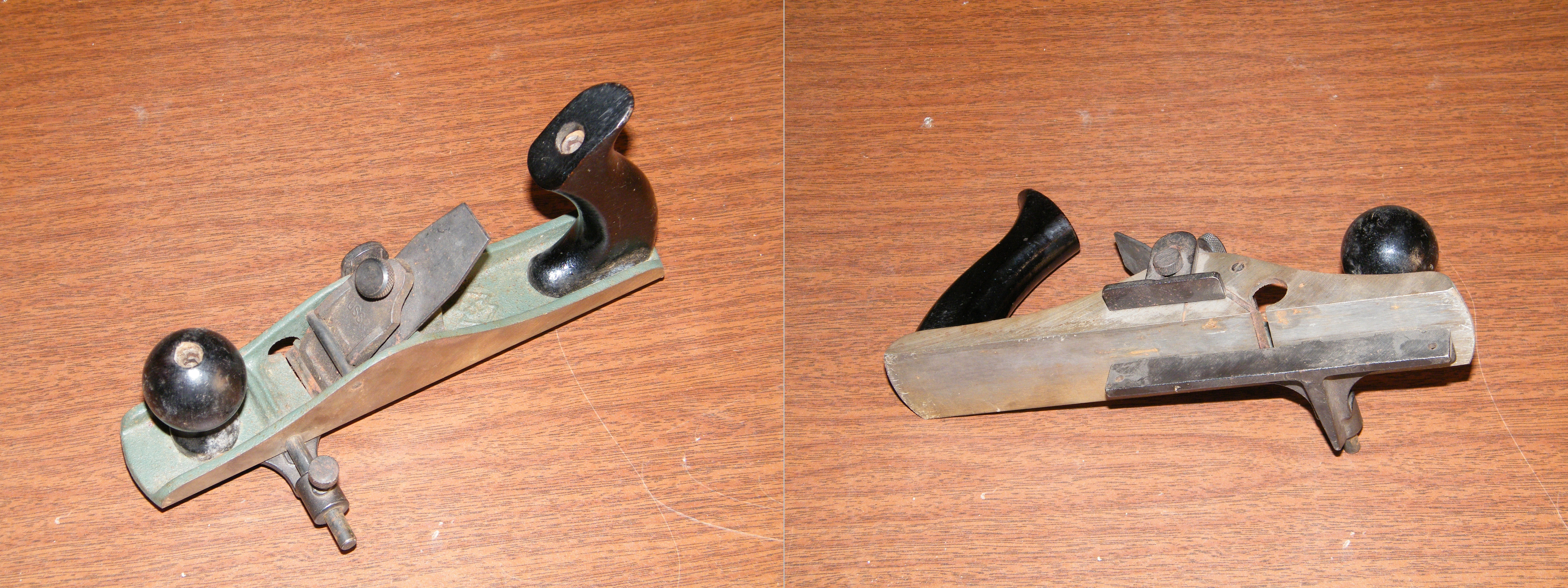
Металлический отборник с возможностью регулировки

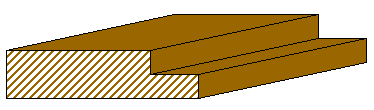
Фальц на доске

Фальцге́бель (от нем. Falzhobel) — рубанок для отборки и зачистки четвертей (фальцев).
Колодка обычного фальцгебеля имеет ступенчатую подошву, что дает возможность отбирать фальцы только одного размера. Отличается от зензубеля размером ступенчатой подошвы, колодка у него шире. Существуют варианты со съёмными ступенчатыми подошвами, что позволяет выбирать фальцы разного размера и профиля. Ножи фальцгебеля одинарные, т. е. без стружколомателя,  прямые или косые.
Стружка выходит через отверстие на боковой поверхности колодки.
Универсальный фальцгебель позволяет выбирать фальцы различных размеров за счёт того, что выступ на подошве заменён на передвижные металлические угольники. В зависимости от необходимых размеров угольники переставляются и закрепляются винтами. Для подрезания вертикальной стенки фальца возможна установка на боковую сторону колодки фальцгебеля дополнительного резца, который крепится с помощью хомута.
Фальцгебель и зензубель являются инструментами для профильного строгания.